# Chaetoceras versicolor
Chaetoceras versicolor är en fjärilsart som beskrevs av Paul Dognin 1911. Chaetoceras versicolor ingår i släktet Chaetoceras och familjen Uraniidae. Inga underarter finns listade i Catalogue of Life.